# Смилянич, Иван
Иван Смилянич (серб. Иван Смиљанић / Ivan Smiljanić; 16 апреля 1981, Белград) — сербский гребец, выступал за национальные сборные Югославии, Сербии и Черногории по академической гребле в первой половине 2000-х годов. Участник летних Олимпийских игр в Сиднее, финалист европейских и мировых первенств, победитель и призёр многих регат национального значения.

## Биография
Иван Смилянич родился 16 апреля 1981 года в Белграде. Первое время проходил подготовку в местном столичном гребном клубе «Партизан», позже уехал учиться и тренироваться в США в Калифорнийском университете в Беркли, состоял университетском гребном клубе California Golden Bears, был его капитаном. Неоднократно побеждал на различных студенческих соревнованиях, в том числе на регатах Конференции Pac-12. Окончив университет, получил учёную степень в области экономики и политологии.
Дебютировал на международной арене в 1998 году, выступив на чемпионате мира среди юниоров в австрийском Линце. Год спустя в программе парных двоек завоевал серебряную медаль на юниорском мировом первенстве в болгарском Пловдиве.
Благодаря череде удачных выступлений Смилянич вошёл в основной состав национальной сборной Сербии и Черногории и удостоился права защищать честь страны на летних Олимпийских играх 2000 года в Сиднее. Стартовал здесь в зачёте безрульных распашных четвёрок вместе с напарниками Филипом Филипичем, Бобаном Ранковичем и Младеном Стегичем — на стартовом квалификационном этапе они показали лишь пятый результат, но через дополнительный отборочный заезд, где были лучшими, всё же пробились в полуфинал. На стадии полуфиналов финишировали пятыми и попали тем самым в утешительный финал «Б». В утешительном финале «Б» сербско-черногорский экипаж занял второе место и, таким образом, расположился в итоговом протоколе соревнований на восьмой строке.
После сиднейской Олимпиады Иван Смилянич остался в основном составе гребной команды Сербии и продолжил принимать участие в крупнейших международных регатах. Так, в 2001 году он побывал на чемпионате мира в Люцерне, где в безрульных четвёрках сумел дойти до финала «Б». В следующем сезоне выступал в зачёте Кубка мира, стартовал на мировом первенстве в Милане, но был далёк от призовых позиций. Последний раз показал сколько-нибудь значимый результат на международной арене в сезоне 2004 года, когда выступил на втором этапе Кубка мира в Мюнхене. Вскоре по окончании этих соревнований принял решение завершить карьеру профессионального спортсмена, уступив место в сборной молодым сербским гребцам.
Завершив спортивную карьеру, проживал в Окленде, штат Калифорния, в период 2006—2010 годов работал тренером по академической гребле в клубе при местной старшей школе.